# Liste des sénateurs belges (législature 1910-1912)
Pour les articles homonymes, voir Liste des sénateurs belges.
Liste des sénateurs pour la législature 1910-12 en Belgique, à la suite des élections législatives par ordre alphabétique.

## Président
- Paul de Favereau (14.11.11) remplace Alfred Simonis

## Membres

### élus
1. Victor Allard (arr. Bruxelles) (+ 18.4.1912)
2. baron Alfred Ancion (arr.Huy-Waremme)
3. Ernest Bergmann (arr. Malines-Turnhout)
4. Hyacinthe Bernaeijge (arr. Audenarde-Alost)
5. Paul Berryer[1] (arr. Liège; catholique)
6. Gustave Boël (arr. Mons-Soignies)
7. Conrad Braun (arr. Bruxelles; catholique)
8. Joseph Brulé (arr. Nivelles)
9. Louis Catteau (arr. Bruxelles)
10. Charles Cools (arr. Malines-Turnhout)
11. Emile Coppieters (arr. Liège; socialiste)
12. Hercule Coullier de Mulder (arr. Termonde-Saint-Nicolas; libéral)
13. Camille De Bast (arr.Gand-Eeklo; libéral)
14. baron Guillaume de Giey (arr. Namur-Dinant-Philippeville) (+ 20.1.1914)
15. comte Charles de Hemricourt de Grunne, secrétaire (arr. Hasselt-Tongres-Maaseik) (+ 25.8.1911) remplacé 16.11.1911 par vicomte Camille Desmaisières
16. vicomte Fernand de Jonghe d'Ardoye, questeur (arr.Roulers-Tielt; catholique)
17. Eugène de Kerchove d'Exaerde (arr.Audenarde-Alost)
18. Jean-Alfred de Lanier (arr.Bruges)
19. comte Thierry de Limburg Stirum (arr. Furnes-Dixmude-Ostende) (+ 6.03.1911) remplacé par Jules Van der Heyde
20. comte Ferdinand de Marnix de Sainte-Aldegonde (arr. Bruxelles)
21. comte Werner de Merode (arr. Charleroi-Thuin)
22. Maurice de Ramaix (arr. Anvers)
23. Eugène Derbaix (arr. Charleroi-Thuin)
24. comte Jean de Renesse (arr.Hasselt-Tongres-Maaseik)
25. comte Adolphe Christyn de Ribaucourt (arr. Termonde-Saint-Nicolas) (+ 27.08.1911) remplacé 14.11.1911 par Emile de Neve de Roden
26. Vital De Ridder (arr. Courtrai-Ypres)
27. baron Édouard Descamps (arr. Louvain)
28. baron Walthère de Selys Longchamps (arr. Namur-Dinant-Philippeville)
29. Joseph Devolder (arrts du Luxembourg; catholique)
30. baron Albert d'Huart, secrétaire (arrts de Namur)
31. Ferdinand Dierman (arr. Gand-Eeklo) (+ 16.07.1910)
32. Casimir Du Bost (arr. Bruxelles; catholique)
33. Jules Dufrane (arr. Mons-Soignies; socialiste)
34. Émile Dupont (arr. Liège) 2e vice-président (+ 12.3.1912)
35. Georges Dupret (arr. Bruxelles; catholique)
36. Alfred Février (arr. Namur-Dinant-Philippeville) (+ 9.10.1910) remplacé 13.11.1910 par Guillaume de Giey
37. Théophile Finet (arrts du Luxembourg) (+ 18.7.1910)
38. Prosper Hanrez (arr . Bruxelles; libéral)
39. Auguste Houzeau de Lehaie (arr. Charleroi-Thuin; socialiste)
40. Armand Hubert[2] (arr.Mons-Soignies)
41. Jean Marie Jadot (arrts du Luxembourg)
42. Auguste Lambiotte (arr. Bruxelles)
43. Louis Le Clef (arr. Anvers)
44. Armand Libioulle (arr. Charleroi-Thuin; socialiste)
45. Alfred Magis (arr. Liège; libéral)
46. Ernest Mélot (arrts de Namur) (+ 18.08.1910) remplacé 8.11.1910 par baron David de Mévius
47. Henri Mertens (nl) (arr. Termonde-Saint-Nicolas; catholique)
48. Edmond Mesens (arr. Bruxelles)
49. baron Adile Mulle de Terschueren (arr. Roulers-Tielt)
50. Léon Naveau (arr. Huy-Waremme)
51. baron Alfred Orban de Xivry, secrétaire (arrts. du Luxembourg)
52. Édouard Peltzer de Clermont (arr. Verviers; libéral)
53. Paul Raepsaet, secrétaire (arr. Audenarde-Alost)
54. Jules Roberti (arr. Louvain) (+ 24.4.1911) remplacé 23.5.1911 par Auguste de Becker Remy
55. vicomte Alfred Simonis, président (arr.Verviers)
56. Edmond Steurs (arr. Charleroi-Thuin; libéral)
57. baron Alphonse Stiénon du Pré (arr. Tournai-Ath)
58. comte Arnold 't Kint de Roodenbeke (arr. Gand-Eeklo; catholique)
59. Paul Vandenpeereboom (arr.Courtrai-Ypres)
60. Léon Vanderkelen (arr. Louvain)
61. Oscar Van der Molen (arr. Anvers)
62. Alphonse van de Velde (arr.Mons-Soignies) (+ 19.4.1911) remplacé 23.5.1911 par Adrien Vilain XIIII
63. Eugène Van de Walle (arr. Anvers)
64. Joseph Van Naemen (arr. Termonde-Saint-Nicolas)
65. Léon Van Ockerhout (arr. Bruges)
66. Charles Van Vreckem (arr. Audenarde-Alost)
67. Jean Van Zele (arr. Gand-Eeklo)
68. Gustave van Zuylen (arr. Liège)
69. Aloïs Verbeke (arr.Furnes-Dixmude-Ostende)
70. Astère Vercruysse de Solart (arr.Gand-Eeklo)
71. Georges Vercruysse (nl) (arr.Courtrai-Ypres)
72. baron Edmond Whettnall, questeur (arr. Hasselt-Tongres-Maaseik)
73. Samson Wiener (arr. Bruxelles)
74. Jules Wittmann (arr.Malines-Turnhout)

### provinciaux
1. Arthur Bastien
2. Joseph Berger
3. Pascal Braconier
4. Albert Cappelle
5. Alfred Claeys-Boúúaert
6. Auguste Cools
7. baron Paul de Favereau, 1er vice-président
8. Emile Delannoy
9. baron Hermann della Faille d'Huysse
10. baron Armand de Pitteurs Hiégaerts
11. comte Paul de Smet de Naeyer
12. Raphael de Spot (nl)
13. Adolphe Devos (démissionne 8.5.1911) remplacé par Jules Lekeu
14. Ferdinand Elbers
15. Victor Fris
16. comte Eugène Goblet d'Alviella, secrétaire
17. Léon Hiard
18. MgrEugène Keesen
19. Henri La Fontaine, secrétaire
20. Théodore Léger
21. Jules Lekeu remplace Adolphe Devos à partir du 18/7/1911
22. Charles Magnette
23. François-Guillaume Meyers
24. Jules Vandenpeereboom
25. Antoine Vanderborght